# Mimosybra carinipennis
Mimosybra carinipennis là một loài bọ cánh cứng thuộc họ Xén tóc. Loài này được Breuning mô tả năm 1940.